# Sucre perlat

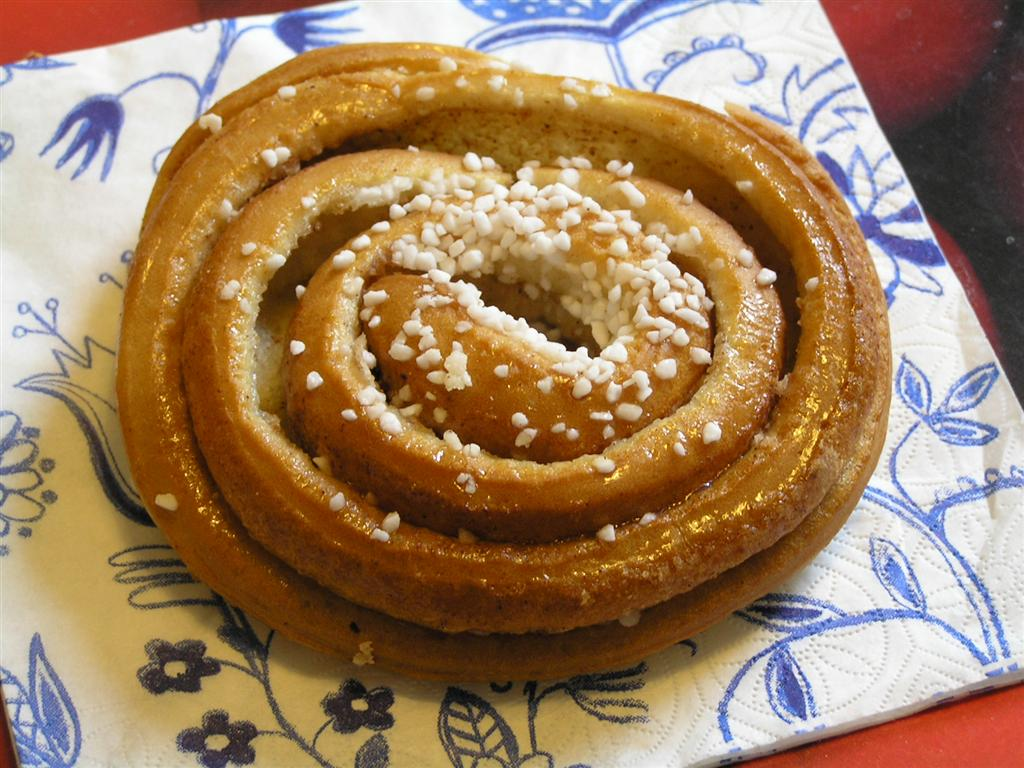
Rotllo de canyella suec amb sucre perlat.

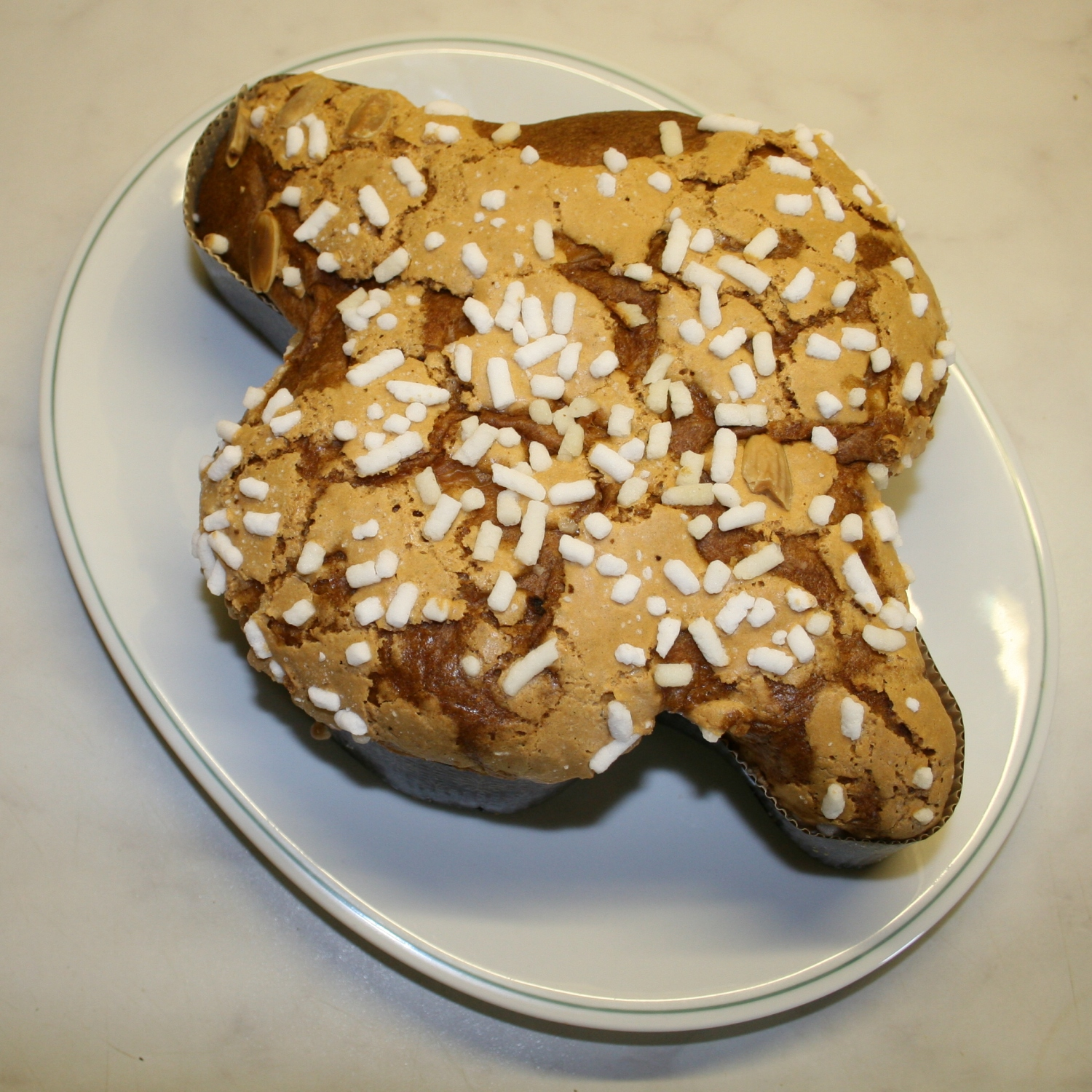
Colomba pasquale italiana amb sucre perlat.

El sucre perlat, també anomenat sucre candi, és un sucre blanc refinat amb aspecte de cristalls molt gruixuts (entre 1 i 3 mm), durs, de color blanc opac i que no fon a les temperatures usades habitualment en pastisseria. També es fa servir en l'elaboració de confitures.
Es coneix com a pärlsocker (‘sucre perla’) a Suècia, i perlesukker en altres països escandinaus, excepte Finlàndia, on es diu helmisokeri (també ‘sucre perla’) o més comunament raesokeri (‘sucre pedrego’). En aquests països, el sucre perlat es fa servir extensivament per decorar diversos pastissos, dolços i galetes, especialment pulla, magdalenes i congrets, com els kanelbullar (rotllos de canyella) i chokladbollar.
A Alemanya es coneix com a hagelzucker i es fa servir tradicionalment en dolços nadalencs i rotllos de canyella.
A Bèlgica es fa servir en els gofres belgues, mentre en Frisia (Països Baixos) es fa servir en el sûkerbôle (pa de sucre).
Pot ser obtingut de forma casolana mitjançant una saturació de sucre en aigua i un cop solidificat, trencar la massa de sucre.

## Característiques Generals
- Baixa capacitat de dissolució en aigua.
- Gran dificultat d'integració en emulsions: ni amb temperatura ni amb acció mecànica. Afegint aquest sucre a unes clares d'ou semimontades i deixant batre per un llarg període (6 minuts) no quedaven integrats amb el merengue. Després de la cocció trobem un merengue sense cos, trencadis i amb poc gust.
- Poder edulcorant igual al del sucre comú (1).

## Mètodes d'obtenció
El mètode més fiable per obtenir aquest sucre i el que més es fa servir és preparar una dissolució saturada amb sacarosa i deixant condensar la evaporació produïda. És un procés molt lent però l'únic amb el qual pots extreure cristalls grossos de diàmetres mes o menys regulars (entre 1 i 3 mm). És important que la sacarosa tingui el mínim d'impureses possibles, ja que aquestes ens poden donar colors groguencs no desitjats en el resultat final.
Pot ser obtingut de forma casolana mitjançant una saturació de sucre en aigua i un cop solidificat trencar la massa de sucre.